# Ruchsana Ilahibaks
Ruchsana Ilahibaks is een Surinaams politicus. Ze is sinds 2015 lid van De Nationale Assemblée (DNA) voor de Nationale Democratische Partij (NDP).

## Biografie
Ilahibaks deed als lid van de NDP mee aan de verkiezingen van 2015. Ze werd niet rechtstreeks gekozen, maar kwam DNA enkele maanden later binnen toen het Ricky Kromodihardjo zijn zetel afstond om directeur te worden van het Staatsziekenfonds. Tijdens de verkiezingen behaalde ze 89 stemmen. In het parlement houdt ze zich bezig met de terreinen Arbeid en Defensie. Daarnaast neemt ze deel aan de commissies Naturalisaties en Wet verdovende middelen.
Ilahibaks is moslim en was betrokken als woordvoerder van de Surinaamse Moeslim Associatie (SMA) rond de verkiezing van Hadji Michel Soebhan tot voorzitter. Tijdens de behandeling in DNA van de invoering van nieuwe ID-kaarten, bracht ze hoofddoeken voor moslimvrouwen aan de orde.